# Абзаево (Бураевский район)

Абза́ево (баш. Абзай) — деревня в Бураевском районе Республики Башкортостан Российской Федерации. Входит в состав Кушманаковского сельсовета.

## География

### Географическое положение
Расстояние до:
- районного центра (Бураево): 15 км,
- центра сельсовета (Кушманаково): 5 км,
- ближайшей ж/д станции (Янаул): 83 км.

## История
В «Списке населенных мест по сведениям 1870 года», изданном в 1877 году, населённый пункт упомянут как деревня Абзаева (Кулева) 5-го стана Бирского уезда Уфимской губернии. Располагалась при речке Куяше, по левую сторону просёлочной дороги из Бирска в Осу, в 55 верстах от уездного города Бирска и в 67 верстах от становой квартиры в деревне Суслова. В деревне, в 105 дворах жили 621 человек (302 мужчины и 319 женщин, тептяри), были 2 мечети, водяная мельница. Жители занимались земледелием, скотоводством, пчеловодством, плотничеством, пилкой леса, тканьем кулей.

## Население
| 2002 | 2009 | 2010 |
| ---- | ---- | ---- |
| 200  | ↘173 | ↘156 |

Согласно переписи 2002 года, преобладающая национальность — башкиры (89 %).